# Effectenbeurs van Athene

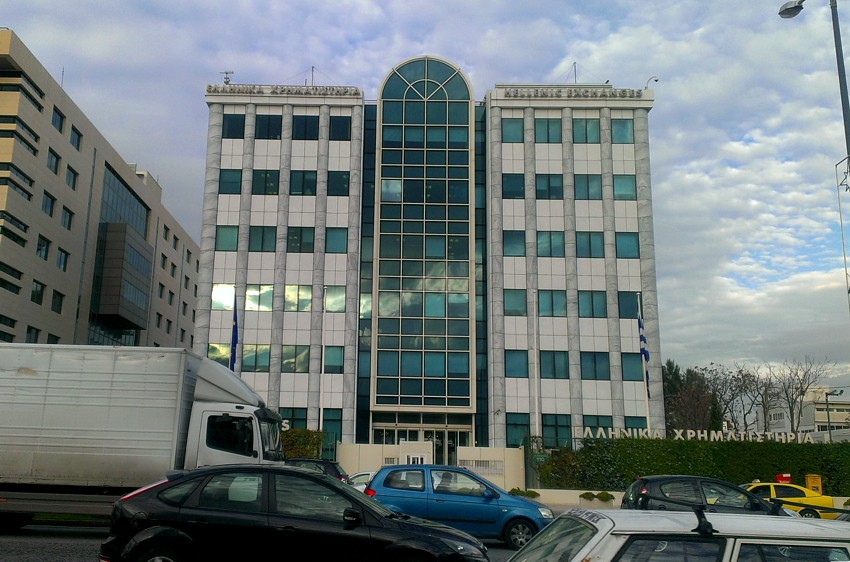
Beursgebouw

De Effectenbeurs van Athene (ook wel ATHEX) (Grieks: Χρηματιστήριο Αξιών Αθηνών) is de belangrijkste effectenbeurs van Griekenland. De beurs is gevestigd in Athene en opende in 1876.
De beurs is sinds maart 2000 onderdeel van Hellenic Exchanges S.A., dat vanaf augustus 2000 zelf beursgenoteerd is. In 1999 opende de derivatenbeurs in Athene. Drie jaar later fuseerde deze derivatenbeurs met de effectenbeurs. De beurs is anno 2009 geopend van tien uur in de ochtend tot tien voor half zes in de middag. Er zijn iets meer dan 300 ondernemingen genoteerd aan de beurs. 
De belangrijkste aandelenindex van Athene is de ATHEX Composite Price Index. Deze index werd op 31 december 1980 gestart met een beginwaarde van 100. In de index zijn de 60 grootste, naar beurswaarde gemeten, bedrijven opgenomen. De banken maken ongeveer een kwart van de index uit.
Op 2 september 2009 ontplofte een bom voor het beursgebouw. Een vrouw raakte lichtgewond en het gebouw raakte zwaar beschadigd. De aanslag was van een Griekse extremistische groep. De handel werd een dag later al hervat al was de schade aan het gebouw pas in januari 2010 volledig hersteld.
Per 27 november 2013 heeft Morgan Stanley Capital International (MSCI) Griekenland uit de ontwikkelde-landen-index gehaald en naar de opkomende-landen-index verplaatst. Het was voor de eerste keer sinds de lancering van de opkomende-markten-index in 1987 dat een land dit overkomt. Volgens MSCI past Griekenland volgens meerdere criteria niet meer bij de ontwikkelde-markt-index, waaronder de omvang en de toegankelijkheid van de markt. Griekenland was al eerder als een opkomend land gekwalificeerd, maar dit veranderde door de introductie van de euro.
In 2018 was de beurs betrokken bij de oprichting van de Hellenic Energy Exchange, een energiebeurs, en was met een belang van 21% een belangrijke aandeelhouder.
In 2021 tekende de beurs een samenwerkingscontract met BELEX, de effectenbeurs van Belgrado. Het nam hierbij ook een kleine aandelenbelang van 10,24% in BELEX.
Op maandag 3 augustus 2015 was op de Griekse effectenbeurs voor het eerst sinds vijf weken weer handel mogelijk. De beurs was gesloten vanwege de financiële onzekerheid na het stuklopen van de onderhandelingen over het financiële hulpprogramma eind juni. De slotkoers lag 16% lager en vooral Griekse banken leden koersverliezen tot 30%, meer dan 30% was niet mogelijk omdat dan de handel werd stilgelegd. De banken werden verkocht omdat een herkapitalisatie noodzakelijk is en er veel onzekerheid is over de manier waarop dit gaat gebeuren.
Op 31 december 2024 was de marktwaarde van alle genoteerde bedrijven € 104 miljard en in 2024 was het gemiddelde handelsvolume € 140 miljoen per dag.
In juli 2025 gaf Euronext te kennen een bod te overwegen op de effectenbeurs. Euronext is reeds in gesprek met het bestuur van Hellenic Exchanges-Athens Stock Exchange (Athex). Het bod betreft een aandelenruil, één aandeel Euronext voor 21,029 aandelen Athex. De Griekse beurs wordt hiermee op € 400 miljoen gewaardeerd. De Griekse regering staat achter een dergelijke fusie.